# رزبند
رزبند، روستایی است از توابع بخش خلجستان شهرستان قم واقع در استان قم ایران می‌باشد.

## جمعیت
این روستا در دهستان دستجرد (قم) قرار دارد و براساس سرشماری مرکز آمار ایران در سال ۱۳۸۵، جمعیت آن ۱۷ نفر (۴خانوار) بوده‌است.